# Helena van Saksen-Coburg en Gotha
Prinses Helena Augusta Victoria van het Verenigd Koninkrijk (Buckingham Palace, Londen, 25 mei 1846 – Schomberg House, Londen, 9 juni 1923), was een prinses van het Verenigd Koninkrijk. Ze was de derde dochter en het vijfde kind van koningin Victoria en prins-gemaal Albert van Saksen-Coburg en Gotha. Ze was daardoor een lid van het Brits Koninklijk huis.
Helena werd opgevoed en kreeg haar opleiding van privéleraren uitgekozen door haar vader en diens goede vriend en adviseur, Baron Stockmar. Haar jeugd bracht ze door met haar ouders, en het reizen tussen de verschillende koninklijke residenties in Groot-Brittannië. De intieme sfeer aan het koninklijk hof kwam aan een einde op 14 december 1861, toen haar vader stierf, en de koninklijke familie in een periode van intense rouw terechtkwam. In het begin van de jaren 60 van de 19e eeuw, had Helena een flirt met Carl Ruland, de bibliothecaris van prins Albert. Ook al is de relatie altijd stilgehouden, de brieven die Helena naar Ruland schreef zijn bewaard gebleven. In 1863 kwam koningin Victoria achter deze affaire, daardoor moest Ruland het hof verlaten en keerde hij terug naar Duitsland. Drie jaar later op 5 juli 1866 huwde Helena met de verpauperde Duitser Christiaan van Sleeswijk-Holstein-Sonderburg-Augustenburg. Het koppel bleef in Groot-Brittannië wonen, dicht bij haar moeder de koningin. Dit kwam doordat Victoria graag haar dochters in de buurt wilde houden. Samen met haar jongere zus Beatrice, werd ze later een onofficiële secretaresse van de koningin. Hoe dan ook, na de dood van koningin Victoria op 22 januari 1901, zag ze weinig van haar nog levende broers en zussen.
Helena was het meest actieve lid van de koninklijke familie, ze was druk met het uitvoeren van vele taken van de familie, ze had een uitgebreid programma van koninklijke verplichtingen in een tijd waarin er niet werd verwacht dat de koninklijke familie vaak in de openbaarheid verscheen.

## Jeugdjaren

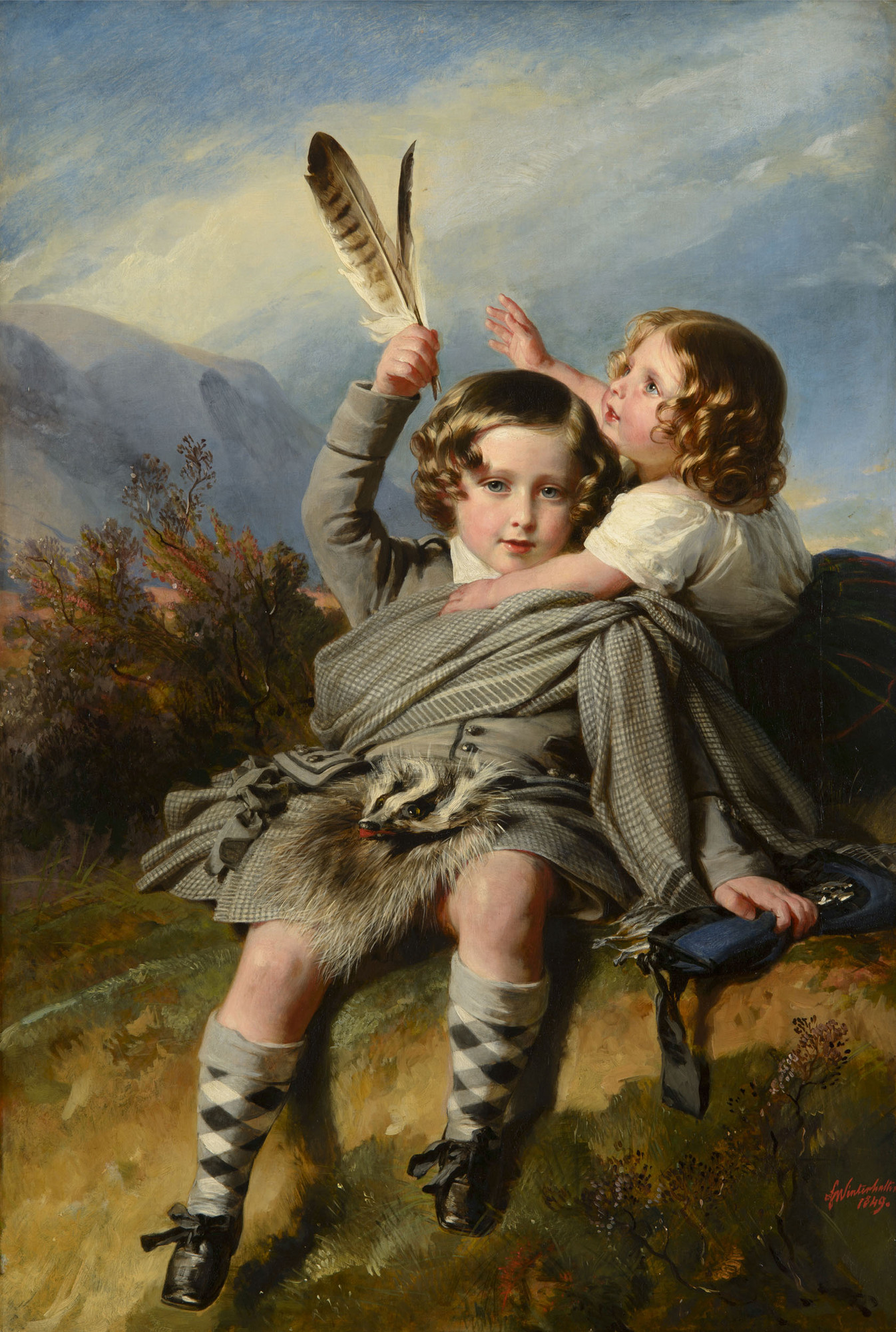
Prinses Helena en prins Alfred, haar favoriete broer; geschilderd door Franz Xaver Winterhalter

Als dochter van de Britse vorst kreeg Helena de titel "Prinses van het Verenigd Koninkrijk" met het predicaat "Hare Koninklijke Hoogheid". Binnen haar familie werd ze "Lenchen" genoemd. De Duitse vorm van Helena was Helenchen. Net als haar jongste zus Beatrice bleef Helena haar leven lang erg hecht met haar moeder, vooral na de dood van hun vader. Prins Albert schreef naar zijn broer, hertog Ernst II van Saksen-Coburg en Gotha, dat zij erg blauw op de wereld was gekomen, maar dat ze daarna snel opknapte. Ook schreef hij dat de geboorte van Helena zwaarder was voor de koningin dan de voorgaande bevallingen. In deze periode moest Victoria ook erg veel uitrusten. Victoria en Albert kozen voor de namen Helena Augusta Victoria. Helena werd gedoopt op 25 juli 1846 in de privékapel van Buckingham Palace. Haar meters en peters waren de latere groothertog Frederik Willem van Mecklenburg-Strelitz, hertogin Helena van Orléans, weduwe van Ferdinand Filips van Orléans. Omdat Helena van Mecklenburg-Schwerin niet aanwezig kon zijn bij de doop, werd zij vervangen door de moeder van de koningin, Victoria, hertogin van Kent. En hertogin Augusta van Cambridge, vrouw van Adolf van Cambridge, zevende zoon van koning George III.
Helena was een levendig en uitgesproken kind en reageerde op het broederlijke plagen door de bullebak op de neus te slaan. Een van haar vroegere talenten was schilderen. Lady Augusta Stanley, een hofdame van de koningin, becommentarieerde positief de schilderwerken van de driejarige Helena. Net als haar andere zussen kon ook Helena op heel hoog niveau piano spelen. Ze was ook erg geïnteresseerd in de wetenschap en technologie, dit werd erg gewaardeerd door haar vader, prins Albert. En ook was paardrijden en varen, twee van haar favoriete bezigheden in haar kindertijd. Echter, Helena werd een middelste dochter na de geboorte van prinses Louise in 1848, daardoor werden haar talenten overschaduwd door haar meer artistieke zusters.

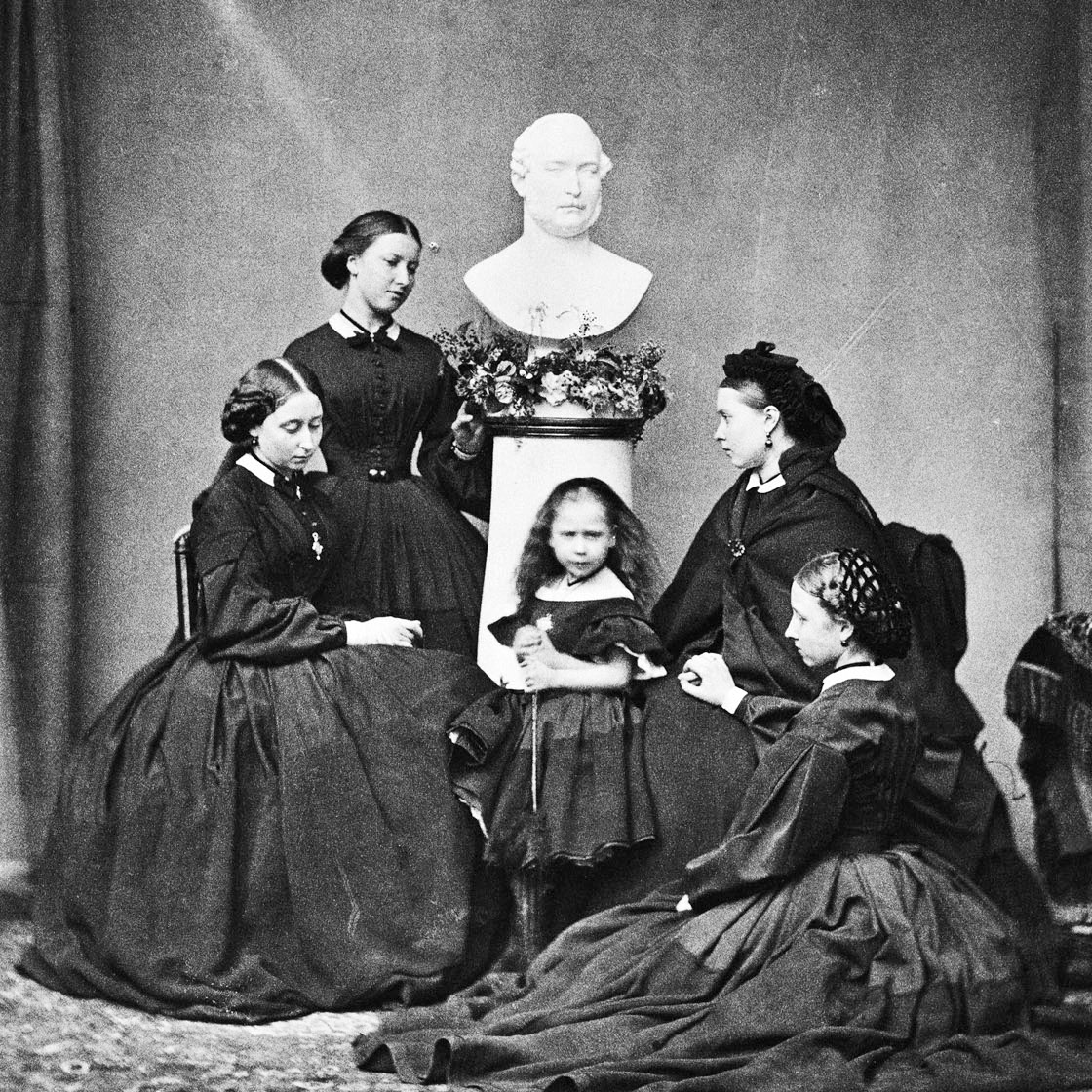
Helena samen met haar zussen. Deze foto is vlak na de dood van prins Albert gemaakt. Van links naar rechts: Alice, Louise, Beatrice, Victoria en Helena.

## Dood van haar vader
Helena's vader stierf op 14 december 1861 op 42-jarige leeftijd. De dood van de prins-gemaal schokte de koningin dusdanig dat zij samen met haar huishouding en haar dochters van Windsor naar Osborne House, op het Isle of Wight, verhuisde. Ook was de dood van prins Albert voor Helena een zware klap en zij schreef een maand later aan een vriend: "Wat wij hebben verloren, kan nooit door iets worden vervangen, en ons verdriet is het meest, meest bittere... Ik heb Papa aanbeden, ik hield meer van hem dan van alles wat er op de aarde is, zijn woord was een heilige wet, en hij was mijn hulp en adviseur... De uren dat we samen doorbrachten waren de gelukkigste van mijn leven, en nu is dat voorbij..."
De koningin ging na de dood van Albert vertrouwen op haar tweede dochter, prinses Alice. Alice werd een soort onofficiële secretaresse. Maar Alice had een eigen secretaresse nodig. Hoewel Helena de volgende oudste dochter was, was ze als onbetrouwbaar bevonden door Victoria door haar onvermogen om op een goede manier om te gaan met verdriet. Daarom werd Louise aangewezen om de plaats in te nemen van Helena. Omdat Alice in 1862 huwde met prins Lodewijk van Hessen-Darmstadt, werd Helena de vervanger van Louise en Louise werd de vervanger van Alice. In deze hoedanigheid voerde de minderjarige secretariële taken uit, zoals het schrijven van de brieven van Victoria. En hielp ze haar moeder met politieke correspondentie en spendeerde ze veel tijd samen met haar moeder.
Tijdens een bezoek aan Coburg in september 1865, ontmoette Helena prins Christiaan van Sleeswijk-Holstein-Sonderburg-Augustenburg, de zoon van hertog Christiaan van Sleeswijk-Holstein-Sonderburg-Augustenburg en diens echtgenote, gravin Lovisa-Sophie Daneskjold-Samsöe. De twee werden verliefd en verloofden zich in december van dat jaar. Koningin Victoria gaf toestemming voor het huwelijk op voorwaarde dat het paar in Engeland zou gaan wonen.

## Huwelijk en gezin
Christiaan en Helena trouwden op 5 juli 1866 in de privékapel van Windsor Castle. Zeven dagen voor het huwelijk schonk de koningin haar toekomstige schoonzoon het predicaat "Koninklijke Hoogheid". Dit was echter alleen in Engeland geldig en niet in Duitsland, waar Christiaan nog altijd het predicaat "Doorluchtige Hoogheid" droeg. Vanaf haar huwelijk was prinses Helena bekend als "Hare Koninklijke Hoogheid Prinses Christiaan van Sleeswijk-Holstein-Sonderburg-Augustenburg".
Christiaan en Helena woonden eerst in Frogmore House op het landgoed van Windsor Castle en later in Cumberland Lodge in Windsor Great Park. Uit het huwelijk werden zes kinderen geboren:
- Christiaan Victor (14 april 1867 - 29 oktober 1900), op 33-jarige leeftijd gestorven tijdens de Boerenoorlog
- Albert (26 februari 1869 - 27 april 1931), bleef ongehuwd. Hij had uit een buitenechtelijke relatie een dochter
- Helena Victoria (3 mei 1870 - 13 maart 1948), bleef ongehuwd
- Marie Louise (12 augustus 1872 - 8 december 1956), huwde prins Aribert van Anhalt, een zoon van hertog Frederik I van Anhalt
- Harald (12–20 mei 1876)
- Een naamloze, doodgeboren zoon (17 mei 1877).

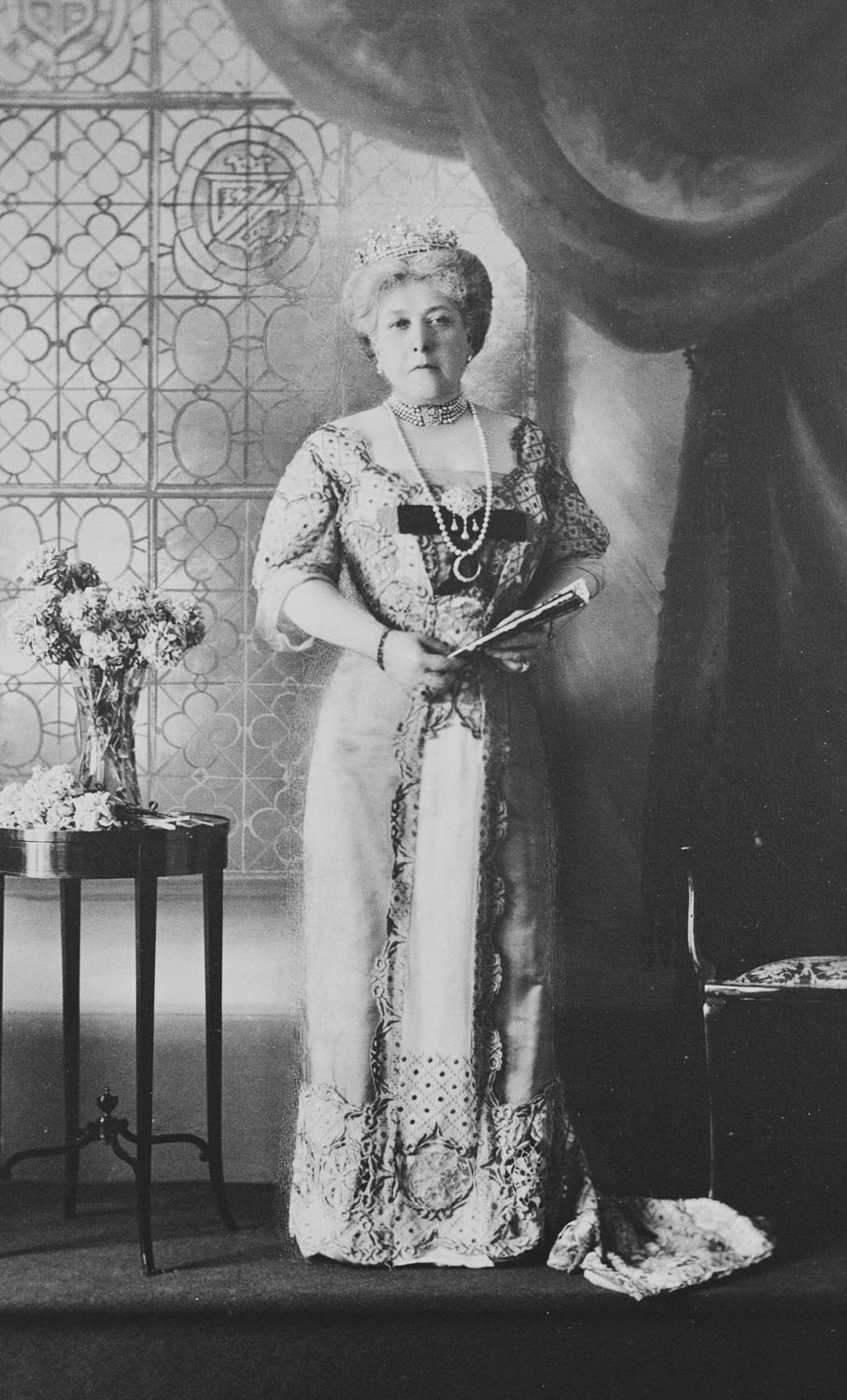
Prinses Helena op latere leeftijd

Hun oudste zoon, prins Christiaan Victor, stierf aan buiktyfus te Pretoria, Zuid-Afrika, toen hij diende in de Boerenoorlog. Hun tweede zoon, prins Albert, verhuisde later naar Duitsland om zijn kinderloze oom, Ernst Günther, op te volgen als titulair Hertog van Sleeswijk-Holstein. Prinses Marie Louise trad in 1891 in het huwelijk met prins Aribert van Anhalt, een zoon van Frederik I van Anhalt. Het huwelijk werd in 1900 weer ontbonden, waarna Marie Louise weer naar Engeland terugkeerde, waar ze veertig jaar lang met haar ongetrouwde zus Helena Victoria koninklijke verplichtingen vervulden voor het Britse koninklijke huis.
De kinderen van Christiaan en Helena kregen in mei 1867 de aanspreektitel "Hoogheid".
Helena was de beschermvrouw van de "Young Women's Christian Association" (YWCA) en de "National Society of the Prevention of Cruelty to Animals and Children". Helena heeft zich ingezet om de zorgvoorzieningen van Engeland te verbeteren en stichtte de "Princess Christian Nursing Home" te Windsor.
Helena werd naast haar echtgenoot begraven op de koninklijke begraafplaats in Windsor Great Park.

## Titels
- Hare Koninklijke Hoogheid Prinses Helena van het Verenigd Koninkrijk

Tijdens de Eerste Wereldoorlog heerste er een anti-Duitse sfeer in Engeland en zag de Britse koninklijke familie zich gedwongen afstand te doen van hun Duitse titels en predicaten. Koning George V zelf veranderde de naam van de koninklijke familie van "Saksen-Coburg-Gotha" naar "Windsor". Helena, Christiaan en hun dochters deden afstand van de naam "van Sleeswijk-Holstein-Sonderburg-Augustenburg", waarna ze geen achternaam meer droegen.

## Voorvaderen
| Helena van Saksen-Coburg en Gotha             | Helena van Saksen-Coburg en Gotha                                                                         | Helena van Saksen-Coburg en Gotha                                                                         | Helena van Saksen-Coburg en Gotha                                                                     | Helena van Saksen-Coburg en Gotha                                                                     | Helena van Saksen-Coburg en Gotha                                                                              | Helena van Saksen-Coburg en Gotha                                                                              | Helena van Saksen-Coburg en Gotha                                                                         | Helena van Saksen-Coburg en Gotha                                                                         |
| --------------------------------------------- | --- | --- | --- | --- | --- | --- | --- | --- |
| Overgrootouders                               | Frans van Saksen-Coburg-Saalfeld (1750-1806) ∞ 1777 Augusta van Reuss-Ebersdorf en Lobenstein (1757-1831) | Frans van Saksen-Coburg-Saalfeld (1750-1806) ∞ 1777 Augusta van Reuss-Ebersdorf en Lobenstein (1757-1831) | August van Saksen-Gotha-Altenburg (1772-1822) ∞ 1754 Louise van Mecklenburg-Schwerin                  | August van Saksen-Gotha-Altenburg (1772-1822) ∞ 1754 Louise van Mecklenburg-Schwerin                  | George III van het Verenigd Koninkrijk (1738-1820) ∞ 1761 Sofia Charlotte van Mecklenburg-Strelitz (1744-1818) | George III van het Verenigd Koninkrijk (1738-1820) ∞ 1761 Sofia Charlotte van Mecklenburg-Strelitz (1744-1818) | Frans van Saksen-Coburg-Saalfeld (1750-1806) ∞ 1777 Augusta van Reuss-Ebersdorf en Lobenstein (1757-1831) | Frans van Saksen-Coburg-Saalfeld (1750-1806) ∞ 1777 Augusta van Reuss-Ebersdorf en Lobenstein (1757-1831) |
| Grootouders                                   | Ernst I van Saksen-Coburg en Gotha (1784–1844) ∞ 1817 Louise van Saksen-Gotha-Altenburg (1800–1831)       | Ernst I van Saksen-Coburg en Gotha (1784–1844) ∞ 1817 Louise van Saksen-Gotha-Altenburg (1800–1831)       | Ernst I van Saksen-Coburg en Gotha (1784–1844) ∞ 1817 Louise van Saksen-Gotha-Altenburg (1800–1831)   | Ernst I van Saksen-Coburg en Gotha (1784–1844) ∞ 1817 Louise van Saksen-Gotha-Altenburg (1800–1831)   | Eduard August van Kent (1767–1820) ∞ 1818 Victoria van Saksen-Coburg-Saalfeld (1786–1861)                      | Eduard August van Kent (1767–1820) ∞ 1818 Victoria van Saksen-Coburg-Saalfeld (1786–1861)                      | Eduard August van Kent (1767–1820) ∞ 1818 Victoria van Saksen-Coburg-Saalfeld (1786–1861)                 | Eduard August van Kent (1767–1820) ∞ 1818 Victoria van Saksen-Coburg-Saalfeld (1786–1861)                 |
| Ouders                                        | Albert van Saksen-Coburg en Gotha (1819–1861) ∞ 1840 Victoria van het Verenigd Koninkrijk (1819–1901)     | Albert van Saksen-Coburg en Gotha (1819–1861) ∞ 1840 Victoria van het Verenigd Koninkrijk (1819–1901)     | Albert van Saksen-Coburg en Gotha (1819–1861) ∞ 1840 Victoria van het Verenigd Koninkrijk (1819–1901) | Albert van Saksen-Coburg en Gotha (1819–1861) ∞ 1840 Victoria van het Verenigd Koninkrijk (1819–1901) | Albert van Saksen-Coburg en Gotha (1819–1861) ∞ 1840 Victoria van het Verenigd Koninkrijk (1819–1901)          | Albert van Saksen-Coburg en Gotha (1819–1861) ∞ 1840 Victoria van het Verenigd Koninkrijk (1819–1901)          | Albert van Saksen-Coburg en Gotha (1819–1861) ∞ 1840 Victoria van het Verenigd Koninkrijk (1819–1901)     | Albert van Saksen-Coburg en Gotha (1819–1861) ∞ 1840 Victoria van het Verenigd Koninkrijk (1819–1901)     |
| Helena van Saksen-Coburg en Gotha (1846–1923) | | | | | | | | |